# Division 1 Féminine 2009/10
Die Saison 2009/10 der Division 1 Féminine war die 36. Ausspielung der französischen Frauenfußballmeisterschaft seit der offiziellen Anerkennung des Frauenfußballs durch die FFF, den Fußballverband Frankreichs, im Jahr 1970 und der ersten Austragung in der Saison 1974/75. Die Division 1 Féminine genannte Spielklasse wurde im reinen Ligamodus in einer aus einer einzigen Gruppe bestehenden, zwölf Teams umfassenden, landesweiten höchsten Liga ausgetragen.
Vorjahresgewinner waren die Frauen von Olympique Lyon, die ihren Titel verteidigen konnten und damit ihre insgesamt vierte Meisterschaft gewannen.
Die Fußballspielerinnen der D1F waren keine reinen Amateure mehr; vielmehr durften die Klubs sie für die Ausübung ihres Sportes finanziell entlohnen, wenngleich die maximal möglichen Vergütungen im Vergleich zum Männerfußball sehr moderat ausfielen.

## Qualifikation und Austragungsmodus
Für die Teilnahmeberechtigung wurde ausschließlich das Abschneiden der Frauschaften in der Vorsaison berücksichtigt; qualifiziert waren die zehn bestplatzierten Teams der Vorsaison sowie zwei Aufsteiger, die jeweils ihre Gruppe der Division 2 Féminine als Tabellenerste beendet hatten. Zudem hatte sich vor Saisonbeginn die Frauenfußballabteilung des Racing Club Saint-Étienne aufgelöst, und deren Spielerinnen waren dem finanzstärkeren Lokalrivalen ASSE beigetreten, der Racings Platz in der Liga übernahm. Somit starteten folgende zwölf Teilnehmer in diese Saison:
- aus dem Norden: FCF Hénin-Beaumont, Juvisy FCF, Aufsteiger AS Montigny-le-Bretonneux, Paris Saint-Germain FC
- aus dem Westen: Aufsteiger ESOF La Roche, ASJ Soyaux, Stade Saint-Brieuc
- aus dem Süden: Titelverteidiger Olympique Lyon, HSC Montpellier, AS Saint-Étienne, FC Toulouse, FCF Nord Allier Yzeure

Die Meisterschaft wurde in einer doppelten Punkterunde ausgespielt, in der jeder Teilnehmer in Heim- und Auswärtsspiel gegen jeden anderen antrat. Es galt die auch im französischen Amateurfußball bis ins 21. Jahrhundert hinein übliche „modifizierte Drei-Punkte-Regel“ mit vier Punkten für einen Sieg, zwei für ein Unentschieden und einem für eine auf dem Spielfeld errungene Niederlage; bei Punktgleichheit gab zunächst der direkte Vergleich und bei Erforderlichkeit anschließend die bessere Gesamt-Tordifferenz, falls auch dann noch Gleichheit bestand, gegebenenfalls die höhere Zahl erzielter Treffer den Ausschlag. Am Ende der Saison mussten die beiden Tabellenletzten absteigen, die für die kommende Spielzeit durch zwei Aufsteiger aus der zweiten Division ersetzt wurden.
Die französischen Meisterinnen sowie die Zweitplatzierten der Division 1 Féminine qualifizierten sich für den Frauen-Europapokalwettbewerb der folgenden Spielzeit.

## Ergebnisse, Tabelle und Saisonverlauf
|                        | FCF H-B | FCF Juv | ESO LaR | Oly Lyo | AS Mty | HSC Mpl | FCF Yze | SG Par | Sta StB | AS StÉ | ASJ Soy | FC Tou |
| FCF Hénin-Beaumont     |         | 0:1     | 2:1     | 3:1     | 4:1    | 2:1     | 0:0     | 0:4    | 5:5     | 1:1    | 2:1     | 1:4    |
| Juvisy FCF             | 3:1     |         | 5:1     | 2:0     | 4:0    | 1:1     | 3:2     | 3:0    | 4:1     | 3:1    | 4:1     | 3:0    |
| ESOF La Roche          | 3:1     | 0:2     |         | 0:5     | 3:2    | 0:3     | 0:2     | 1:1    | 2:4     | 4:3    | 1:0     | 1:1    |
| Olympique Lyon         | 3:1     | 6:1     | 9:0     |         | 6:0    | 5:0     | 4:0     | 1:1    | 5:0     | 5:0    | 5:0     | 5:0    |
| AS Montigny-le-Bret.   | 3:0     | 1:3     | 0:2     | 0:5     |        | 2:5     | 0:1     | 0:1    | 0:2     | 0:1    | 1:0     | 1:1    |
| HSC Montpellier        | 4:0     | 1:0     | 3:0     | 1:3     | 5:1    |         | 0:1     | 0:0    | 4:1     | 1:0    | 3:0     | 3:0    |
| FCF Yzeure Nord-Allier | 1:1     | 0:4     | 2:0     | 0:3     | 1:0    | 0:2     |         | 1:2    | 6:2     | 4:1    | 1:1     | 2:0    |
| Paris Saint-Germain    | 3:0     | 1:0     | 5:0     | 0:0     | 6:0    | 1:2     | 4:0     |        | 7:0     | 2:0    | 5:0     | 9:0    |
| Stade Saint-Brieuc     | 0:1     | 0:6     | 3:1     | 1:4     | 2:1    | 0:5     | 2:1     | 0:5    |         | 4:5    | 2:1     | 4:5    |
| AS Saint-Étienne       | 2:1     | 0:1     | 1:0     | 0:4     | 0:2    | 0:2     | 2:1     | 0:3    | 2:2     |        | 2:1     | 4:2    |
| ASJ Soyaux             | 0:1     | 0:3     | 2:2     | 0:7     | 1:0    | 1:1     | 0:0     | 0:1    | 3:2     | 0:1    |         | 0:0    |
| FC Toulouse            | 1:1     | 1:2     | 2:1     | 1:7     | 2:0    | 0:1     | 1:2     | 0:1    | 3:1     | 1:0    | 0:1     |        |

| Pl. | Frauschaft            | Sp | G  | U | V  | Tore  | Diff. | Pkte. |
| --- | --------------------- | -- | -- | - | -- | ----- | ----- | ----- |
| 1.  | Olympique Lyon (TV)   | 22 | 18 | 2 | 2  | 93:11 |       | 78    |
| 2.  | Juvisy FCF            | 22 | 18 | 1 | 3  | 58:18 |       | 77    |
| 3.  | Paris Saint-Germain   | 22 | 16 | 4 | 2  | 62:08 |       | 74    |
| 4.  | HSC Montpellier       | 22 | 15 | 3 | 4  | 48:18 |       | 70    |
| 5.  | FCF Yzeure Nord-All.  | 22 | 9  | 4 | 9  | 28:32 |       | 53    |
| 6.  | AS Saint-Étienne      | 22 | 8  | 2 | 12 | 26:44 | −18 a | 48    |
| 7.  | FCF Hénin-Beaumont    | 22 | 7  | 5 | 10 | 28:43 | −15 a | 48    |
| 8.  | FC Toulouse           | 22 | 6  | 4 | 12 | 25:50 |       | 44    |
| 9.  | Stade Saint-Brieuc    | 22 | 6  | 2 | 14 | 38:76 |       | 42    |
| 10. | ESOF La Roche (N)     | 22 | 5  | 3 | 14 | 23:58 |       | 40    |
| 11. | ASJ Soyaux            | 22 | 3  | 5 | 14 | 13:44 |       | 36    |
| 12. | AS Montigny-le-B. (N) | 22 | 3  | 1 | 18 | 15:55 |       | 32    |

Anders als in der Vorsaison blieb die diesjährige Entscheidung um die Meisterschaft bis zum letzten Spieltag offen, weil die Titelverteidigerinnen aus Lyon sich zu keiner Phase von ihren Konkurrentinnen hatten absetzen können. Nach sechs Spieltagen führten Lyon und Paris mit je 24 Punkten die Tabelle vor Montpellier (20) und Yzeure (19) an; lediglich Juvisy (16) war mit erst drei Siegen schlecht aus den Startblöcken gekommen. Dann allerdings leistete Olympique sich eine Niederlage in Hénin-Beaumont, Paris übernahm die alleinige Führung, die es erst in der Rückrunde wieder zurückgab, und Juvisy gewann seine folgenden sechs Spiele in Serie. Nach Paris’ erster Niederlage am 14. Spieltag eroberte Lyon sich die Führung zurück und wies dabei zwei Punkte Vorsprung vor Paris, sechs vor Juvisy und sieben vor Montpellier auf. Als PSG Anfang April vor eigenem Publikum auch noch 1:2 gegen Montpellier verlor – dies war sein einziges Heimspiel, in dem seine Torfrau Bérangère Sapowicz überhaupt von einer gegnerischen Angreiferin überwunden worden war –, schob Juvisy sich mit nur noch drei Punkten Rückstand auf den zweiten Rang vor. Diesen Rückstand verkürzte der FCF am 20. Spieltag noch auf einen Zähler, aber da die vier Top-Teams allesamt ihre letzten beiden Begegnungen gewannen, änderte sich an der Reihenfolge nichts mehr.
In der unteren Tabellenregion fiel Neuling Montigny, der aus den ersten fünf Partien immerhin zwei Siege geholt hatte, früh auf den letzten Platz zurück, von dem sich Saint-Brieuc nach einem „Katastrophenstart“ (sechs Niederlagen in Folge) zusehends entfernte – nicht zuletzt dank seiner Torjägerin Eugénie Le Sommer, die exakt die Hälfte aller Treffer ihrer Bretoninnen erzielte und damit die Ligatorschützenkrone gewann. Am Saisonende musste Soyaux Montigny in die Division 2 Féminine begleiten, während sich der zweite Neuling aus La Roche-sur-Yon mit acht Punkten aus den letzten drei Spielen endgültig den Klassenerhalt sicherte. Der Abstieg der ASJ Soyaux traf ein „Urgestein“ der Liga, das neben Juvisy der einzige verbliebene Klub gewesen war, der Frankreichs höchster Liga seit deren erster Spielzeit 1992/93 ununterbrochen angehört hatte. Dies war auch ein persönlicher Abstieg für Soyaux' Trainerin Bernadette Constantin, die von 1975 bis 1996 selbst für die ASJ gespielt hatte.
Zur folgenden Saison stiegen dafür der Le Mans FC und mit AF Rodez ein absoluter „Erstligadebütant“ auf.

## Die Spielerinnen des Meisters
Im Aufgebot von Trainer Farid Benstiti standen folgende Frauen (Zahl der Punktspieleinsätze in Klammern):
- Tor: Sarah Bouhaddi (7), Christine Colombo Nilsen (9), Pauline Peyraud-Magnin (0), Véronique Pons (6)
- Abwehr: Saïda Akherraze (3), Cindy Berthel (1), Coralie Ducher (12), Sandrine Dusang (12), Laura Georges (16), Corine Franco (21), Wendie Renard (20), Amelie Rybäck (11)
- Mittelfeld: Shirley Cruz Traña (19), Inès Dahou (4), Lara Dickenmann (21), Simone Gomes Jatobá (12), Amandine Henry (10), Aurélie Kaci (18), Lydia Miraoui (1), Louisa Nécib (15), Ingvild Stensland (13)
- Angriff: Sandrine Brétigny (17), Kenza Dali (1), Isabell Herlovsen (9), Lotta Schelin (11), Kátia (20), Élodie Thomis (16)

Lyons 93 Treffer erzielten: Kátia 17, Dickenmann 15, Schelin 11, Thomis 10, Brétigny 9, Nécib 7, Cruz Traña, Renard je 6, Dusang, Franco, Henry je 2, Georges, Gomes Jatobá, Kaci, Stensland je 1; dazu kamen zwei gegnerische Eigentore.

## Erfolgreichste Torschützinnen
Die meisten Punktspieltreffer erzielten:
| Pl. | Name              | Team          | Tore |
| --- | ----------------- | ------------- | ---- |
| 1.  | Eugénie Le Sommer | Saint-Brieuc  | 19   |
| 2.  | Marie-Laure Delie | Montpellier   | 18   |
| 3.  | Kátia             | Lyon          | 17   |
| 4.  | Lara Dickenmann   | Lyon          | 15   |
| 5.  | Pauline Crammer   | Hénin-Beaumt. | 13   |
| 6.  | Camille Abily     | Paris         | 12   |
|     | Laëtitia Tonazzi  | Juvisy        | 12   |
| 8.  | Claire Guillard   | La Roche      | 11   |
|     | Lotta Schelin     | Lyon          | 11   |
| 10. | Sonia Bompastor   | Paris         | 10   |
|     | Élodie Thomis     | Lyon          | 10   |
| 12. | Sandrine Brétigny | Lyon          | 9    |
|     | Corinne Lebailly  | Juvisy        | 9    |
|     | Julie Machart     | Juvisy        | 9    |
|     | Gaëtane Thiney    | Juvisy        | 9    |